# مختار سائقی
مختار سائقی (زاده ۲۸ شهریور ۱۳۳۵ در تهران) بازیگر و طراح صحنه و لباس سینما اهل ایران است. او در سال ۱۳۶۲ وارد سینما شد و به عنوان بازیگر در فیلم ریشه در خون به کارگردانی سیروس الوند حضور یافت.

## گزیدهٔ آثار

### سینما
- پا تو کفش من نکن (۱۳۹۵)
- رسوایی ۲ (۱۳۹۴)
- راز کوچه بن‌بست (۱۳۹۲)
- پس کوچه‌های شمرون (۱۳۹۱)
- رسوایی (۱۳۹۱)
- کباب غاز (۱۳۹۰)
- صداست که می‌ماند (۱۳۹۰)
- دردسر بزرگ (۱۳۸۹)
- چراغ قرمز (۱۳۸۸)
- سلام بر عشق (۱۳۸۸)
- آقای هفت رنگ (۱۳۸۷)
- موش (۱۳۸۷)
- کلانتری غیرانتفاعی (۱۳۸۷)
- قلقلک (۱۳۸۴)
- چند می‌گیری گریه کنی (۱۳۸۴)
- برگ برنده (۱۳۸۲)
- یورش (۱۳۷۶)
- فرار از جهنم (۱۳۷۵)
- قافله (۱۳۷۱)
- آواز تهران (۱۳۷۰)
- دادستان (۱۳۷۰)
- شانس زندگی (۱۳۷۰)
- یکبار برای همیشه (۱۳۷۱)
- آوای دریا (۱۳۶۹)
- عشق و مرگ (۱۳۶۹)
- کاکلی (۱۳۶۸)
- پنجره (۱۳۶۷)
- شب حادثه (۱۳۶۷)
- غریبه (۱۳۶۶)
- محموله (۱۳۶۶)
- مأموریت (۱۳۶۵)
- آوار (۱۳۶۴)
- گردباد (۱۳۶۴)
- شب‌شکن (۱۳۶۳)
- ریشه در خون (۱۳۶۲)

- کلانشینکف
- مادر پاییزی
- زمانه (مجموعه تلویزیونی)
- صداست که می‌ماند
- دردسر بزرگ
- فرار از جهنم
- مرگ در سکوت
- همه چیز آنجاست
- چشم بندی (۱۴۰۱)

### تلویزیون
| سال       | نام                             | سمت              | کارگردان                 | توضیحات                            |
| --------- | ------------------------------- | ---------------- | ------------------------ | ---------------------------------- |
| ۱۴۰۳      | یزدان                           | بازیگر           | منوچهر هادی              | شبکه ۳                             |
| ۱۴۰۱      | آزادی مشروط                     | بازیگر           | مسعود ده‌نمکی             | شبکه ۱                             |
| ۱۴۰۰      | رعد و برق                       | بازیگر           | بهروز افخمی              | شبکه ۵                             |
| ۱۴۰۰      | هم بازی                         | بازیگر           | سروش محمدزاده            | شبکه ۲                             |
| ۱۳۹۸      | حکایت‌های کمال                   | بازیگر           | قدرت‌الله صلح میرزایی     | شبکه ۲                             |
| ۱۳۹۸      | مرضیه                           | بازیگر           | فلورا سام                | شبکه ۲                             |
| ۱۳۹۷      | ناخونک                          | بازیگر           | یزدان فتوحی              | شبکه‌های استانی                     |
| ۱۳۹۷      | سر دلبران                       | بازیگر           | محمدحسین لطیفی           | شبکه ۱ ماه رمضان                   |
| ۱۳۹۷      | محله گل و بلبل                  | بازیگر           | احمد درویشعلی            | شبکه ۲                             |
| ۱۳۹۶      | خانواده دکتر ماهان              | بازیگر           | راما قویدل               | شبکه ۲ خرداد ۹۸                    |
| ۱۳۹۵–۱۳۹۴ | دوردست‌ها                        | بازیگر           | جواد ارشاد               | شبکه ۱                             |
| ۱۳۹۴      | خانه شما                        | مهمان برنامه     | -                        | شبکه شما                           |
| ۱۳۹۳      | شکرآباد                         | بازیگر           | شهاب عباسی               | شبکه نسیم                          |
| ۱۳۹۳      | تله‌فیلم «راز کوچه بن‌بست»        | بازیگر           | امیرحسن ندایی            | شبکه ۱                             |
| ۱۳۹۳      | تله‌فیلم «سه میلیون دلار ناقابل» | بازیگر           | امیر شیرمحمدی میثم عقیقی |                                    |
| ۱۳۹۳      | تله‌فیلم «یک بلیط شانس»          | بازیگر           | محمود ابراهیمی           |                                    |
| ۱۳۹۲      | یک قاب، یک نگاه                 | بازیگر           | -                        | شبکه ۳ و شبکه سلامت                |
| ۱۳۹۱      | تله‌فیلم «نقش فرش»               | بازیگر           | ابوذر جلالی              |                                    |
| ۱۳۹۱      | تله‌فیلم «معجزه کتاب»            | بازیگر           | علیرضا اتفاقیان          |                                    |
| ۱۳۹۲–۱۳۹۱ | کلاه پهلوی                      | بازیگر           | سید ضیاءالدین دری        | شبکه ۱                             |
| ۱۳۹۱      | تله‌فیلم «غلط‌انداز»              | بازیگر           | محمدتقی راوندی           |                                    |
| ۱۳۹۱–۱۳۹۰ | تله‌فیلم «تلسکوپ»                | بازیگر           | جواد مزدآبادی            | حوزه هنری و صدا و سیمای مرکز تبریز |
| ۱۳۹۰      | خانه اجاره‌ای                    | بازیگر           | شاهد احمدلو              | شبکه ۳                             |
| ۱۳۹۰      | شوق پرواز                       | بازیگر           | یدالله صمدی              | شبکه ۲                             |
| ۱۳۹۰      | تله‌فیلم «فرزند پارس»            | بازیگر           | رضا ایرانمنش             |                                    |
| ۱۳۹۰–۱۳۸۹ | خنده بازار                      | بازیگر           | شهاب عباسی               | در نوروز ۱۳۹۰ از شبکه ۳ پخش شد.    |
| ۱۳۸۹      | ستایش                           | بازیگر           | سعید سلطانی              | شبکه ۳                             |
| ۱۳۸۹      | آسمان همیشه ابری نیست           | بازیگر           | سعید عالم‌زاده            |                                    |
| ۱۳۸۸      | به کجا چنین شتابان              | بازیگر           | ابوالقاسم طالبی          | شبکه تهران                         |
| ۱۳۸۸      | پنجمین خورشید                   | بازیگر           | علیرضا افخمی             | شبکه ۳                             |
| ۱۳۸۸–۱۳۸۷ | نردبام آسمان                    | بازیگر           | محمدحسین لطیفی           | شبکه ۱                             |
| ۱۳۸۷      | مرد دوهزارچهره                  | بازیگر           | مهران مدیری              | در نوروز ۱۳۸۸ از شبکه ۳ پخش شد.    |
| ۱۳۸۷–۱۳۸۶ | سه در چهار                      | بازیگر           | مجید صالحی               | شبکه ۱                             |
| ۱۳۸۶–۱۳۸۵ | ترش و شیرین                     | بازیگر           | رضا عطاران               |                                    |
| ۱۳۸۴      | شب‌های برره                      | بازیگر مدیر صحنه | مهران مدیری              |                                    |
| ۱۳۸۳–۱۳۸۲ | نقطه چین                        | بازیگر           | مهران مدیری              |                                    |
| ۱۳۸۱      | پاورچین                         | بازیگر           | مهران مدیری              | شبکه تهران                         |
| ۱۳۸۱–۱۳۸۰ | روشنایی دشت                     | بازیگر           | عبدالله باکیده           | شبکه ۲                             |
| ۱۳۸۰      | غزل غزل‌ها                       | بازیگر           | هوشنگ توکلی              | شبکه ۱                             |
| ۱۳۸۰      | زیر آسمان شهر                   | بازیگر مهمان     | مهران غفوریان            | شبکه ۳                             |
| ۱۳۸۰      | پرونده‌های مجهول                 | بازیگر           | جمال شورجه               | شبکه ۲                             |
| ۱۳۷۹      | میهمانی از بهشت                 | بازیگر           | عبدالله باکیده           |                                    |
| ۱۳۷۸      | کاشانه                          | بازیگر           | قاسم جعفری               | شبکه ۳                             |
| ۱۳۷۸–۱۳۷۷ | هتل                             | بازیگر           | مرضیه برومند             | شبکه تهران                         |
| ۱۳۷۷      | مرگ در سکوت                     | بازیگر           | شهریار پارسی‌پور          | شبکه ۲                             |
| ۱۳۷۶      | نوروز ۷۷                        | بازیگر           | مهران مدیری              | در نوروز ۱۳۷۷ پخش شد.              |
| ۱۳۷۶–۱۳۷۵ | تهران ۱۱–۵۹۵ ج ۴۸               | بازیگر مهمان     | مرضیه برومند             | بازی در اپیزود «یک قرار مهم»       |
| ۱۳۷۵      | عیدانه                          | بازیگر           | کیومرث صالح‌نیا           | شبکه ۳                             |
| ۱۳۷۵–۱۳۷۴ | وکلای جوان                      | بازیگر مهمان     | بهرام کاظمی              | شبکه ۲                             |
| ۱۳۷۴      | ساعت خوش                        | بازیگر           | مهران مدیری              | شبکه ۲                             |
| ۱۳۷۱–۱۳۷۰ | تعطیلات نوروزی                  | بازیگر           | خسرو ملکان               | در نوروز ۱۳۷۱ از شبکه ۱ پخش شد.    |
| ۱۳۶۹      | عطر گل یاس                      | بازیگر           | بهمن زرین‌پور             | شبکه ۱                             |

### شبکه خانگی
| سال  | نام              | سمت      | کارگردان       | توضیحات |
| ---- | ---------------- | -------- | -------------- | ------- |
| ۱۴۰۳ | اجل معلق         | بازیگر   | عادل تبریزی    |         |
| ۱۳۹۴ | ایست، خدا می‌بیند | بازیگر   | پدرام زمانی    |         |
| ۱۳۹۳ | ایشتوویگو        | کارگردان | کاوه دهقانپور  |         |
| ۱۳۹۲ | یک بلیط شانس     | کارگردان | محمود ابراهیمی |         |
| ۱۳۸۹ | قلب یخی          | بازیگر   | محمدحسین لطیفی |         |